# Australasian Championships de 1905
O Australasian Championships de 1905 foi o primeiro torneio de tênis dessa série. Foi disputado nas quadras de grama do Warehouseman's Cricket Ground [en], em Melbourne, na Austrália, entre 21 de novembro e 25 de novembro.
Essa foi a edição inaugural do Australasian Championships e consistiu em uma competição exclusivamente masculina de simples e duplas. O evento individual masculino contou com 17 jogadores e foi vencido pelo australiano Rodney Heath.

## Finais
| Categoria | Evento    | Campeã(s)(o/ões)            | Vice-campeã(s)(o/ões)     | Resultado                |
| --------- | --------- | --------------------------- | ------------------------- | ------------------------ |
| Simples   | Masculino | Rodney Heath                | Albert Curtis             | 6–4, 6–1, 6–4            |
| Duplas    | Masculino | Randolph Lycett Tom Tachell | E.T. Barnard Basil Spence | 11–9, 8–6, 1–6, 4–6, 6–1 |